# Elaeocarpus celebicus
Elaeocarpus celebicus là một loài thực vật có hoa trong họ Côm. Loài này được Koord. mô tả khoa học đầu tiên năm 1898.